# Bloomfield Road
Bloomfield Road es un estadio de fútbol ubicado en Blackpool, Lancashire en el noroeste de Inglaterra en el Reino Unido. Es la sede del Blackpool Football Club desde 1901 y lleva el nombre de la calle en el cual se encuentra. El estadio se encuentra en un proceso de remodelación desde el año 2000. Bloomfield Road es actualmente el 57.º estadio más grande en capacidad de Inglaterra, pero el más pequeño de la Premier League.
- Datos: Q870859
- Multimedia: Bloomfield Road stadium / Q870859